# Rajecké Teplice
Rajecké Teplice es un municipio del distrito de Žilina en la región de Žilina, Eslovaquia, con una población estimada a final del año 2024 de 2833 habitantes.
Se encuentra ubicado al oeste de la región, cerca del curso alto del río Váh (cuenca hidrográfica del Danubio) y de la frontera con la región de Trenčín.

## Demografía
| Año        | 1994 | 2004    | 2014    | 2024    |
| ---------- | ---- | ------- | ------- | ------- |
| Población  | 2597 | 2728    | 2948    | 2833    |
| Diferencia |      | +5,04 % | +8,06 % | −3,90 % |

| Año        | 2023 | 2024    |
| ---------- | ---- | ------- |
| Población  | 2847 | 2833    |
| Diferencia |      | −0,49 % |